# قرتينة
قرتينة أو كارتيناس (باللاتينية: Cartennas) وتعرف أيضاً بكارتينا وكارتيناي كانت مدينة قرطاجية رومانية بربرية قديمة في موريطانيا القيصرية. تقع في مدينة تنس الحالية بالجزائر.

## أصل التسمية
. كلمة «قرتينة» هي التسمية الفينيقية الأولى للمدينة التي أسسها الفنيقيون منذ 08-09 آلاف سنة قبل الميلاد. تتكون هذه الكلمة من جزئين (قرت) و تعني قرية باللغة الفينيقية بمعنى مدينة و (تينة) اسم ابنة قائد الأسطول الفنيقى الذي إكتشف المدينة و قام بتسميتها على اسم إبنته (تينة) وأصبحت المنطقة تعرف باسم قرتينة إلى غاية سيطرة الرومان عليها الذين حافظوا على هذا الاسم بلكنة رومانية وصار ينطق (كارتينا) و )كارتيناس) لافتقاد اللغة الرومانية إلى الحرف (ق). أطلق العرب قديما على هذه المدينة اسم (فرطنة) تعريبًا للاسم الأصلي الفينيقي (قرتينة) وظهر هذا الاسم على الخرائط العربية المختلفة و أطالسهم.

## تاريخ
أنشأ الفينيقيون مدينة قرتينة منذ حوالي 08-09 آلاف سنة و جعلوها كمركز تجاري متقدم في غرب سواحل إفريقيا الشمالية وكان لهم فيها ميناء هام لنقل السلع الداخلة (الخشب و الأرجوان و الخزف ) من الشرق الأوسط وكذا السلغ الخارجة من إفريقيا (العاج و الحبوب و المواشي ...)
لازالت الآثار الفينيقية بمدينة قرتينة قائمة و تتمثل في مقبرة فينيقية في الجهة الغربية لشاطئ المدينة مع أحواض مائية كانت تستخدم لصناعة اللون الأرجواني والقرمزي باستعمال بعض الكائنات البحرية المتوفرة بالمنطقة وقد حرص الفينيقيون أن يجعلوا تلك المنشآت خارج المدينة في جهة معاكسة لتيار الرياح من اجل تجنيب المدينة الروائح المكريهة المنبعثة من تلك أحواض صناعة الصبغة الارجوانية والقرمزية -مع العلم ان مدينة تنس (قرتينة) سابقا تتميز بهبوب الرياح الشرقية في معظم الأحيان و على مدار السنة وهذا ما يساعد في إبعاد الروائح الكريهة غربا خرج المدينة.